# Sixte de Tannberg
Sixte de Tannberg, en allemand Sixtus von Tannberg, mort le 14 juillet 1495 à Frankenthal dans le palatinat du Rhin, fut de 1470 à 1474 évêque de Gurk et de 1474 à 1495 prince-évêque de Freising.

## Biographie
Sixte est un des fils de Johann Tannberg d'Aurolzmünster et d'Ursula von Rohr, une sœur de l'archevêque Bernhard von Rohr. En 1456, il rejoint le chapitre de la cathédrale de Freising. Il étudie à Padoue pendant près de huit ans et devient docteur en droit canon et droit civil. En 1458, il est prévôt à Isen en Haute-Bavière et en 1466 curé de Laufen. Il aurait également été chancelier de l'évêque Jean IV Tulbeck de Freising et chanoine à Salzbourg.
Après la mort d'Ulrich III Sonnenberger, l'archiduché d'Autriche et l'archidiocèse de Salzbourg se disputent à nouveau le droit de nommer le nouvel évêque de Gurk. L'archevêque Bernhard von Rohr nomme Sixte et cette nomination est confirmée par le pape en 1470. L'empereur Frédéric III lui préfère nommer Lorenz von Freiberg, qui est alors prévôt de Gurk. Les deux candidats sont donc appelés sous menace d'excommunication à se rendre à Augsbourg, où le différend est réglé par le cardinal Marco Barbo, patriarche d'Aquilée et nonce apostolique en Allemagne.
Sixte est chancelier du prince-évêque Johann IV. Tulbeck de Freising, qui démissionne en 1473 en faveur de Tannberg. Tannberg démissionne de son poste d'évêque de Gurk, laissant le poste à Lorenz de Freiberg. Entre 1481 et 1483, sous l'autorité de Tannberg, une voûte (toujours visible) est conçue pour la nef de la cathédrale de Freising. Tannberg, homme pieux, conduit plusieurs synodes diocésains et introduit de profondes réformes du clergé dans le diocèse. Il fonde en 1484 son propre chœur de la cathédrale. Il meurt le 14 juillet 1495 au monastère des chanoines réguliers de Saint-Augustin à Frankenthal, près de Worms. Il est inhumé dans la cathédrale de Freising.

## Sources
- Anton Landersdorfer, Sixtus von Tannberg, Bischof von Freising (1474-1495), dans: Georg Schwaiger (éd. ): Christenleben im Wandel der Zeit, vol. 1: Lebensbilder aus der Geschichte des Bistums Freising, Wewel, Munich, 1987,  (ISBN 3-87904-154-7), (Wewelbuch 154), pp. 103–113.
- Jakob Obersteiner, Die Bischöfe von Gurk. 1072–1822, Verlag des Geschichtsvereines für Kärnten, Klagenfurt, 1969, (Aus Forschung und Kunst, numéro 5,  (ISSN 0067-0642) ), pp. 249–251.